# Lądowisko Ostrów Mazowiecka-Grądy

## Lądowisko Grądy
Lądowisko Grądy (kod ICAO: EPGY) – lotnisko powstało w roku 1995 jako baza przeciwpożarowa Lasów Państwowych, w pobliżu wsi Grądy, w województwie mazowieckim, w gminie Ostrów Mazowiecka, ok. 10 km na północny zachód od Ostrowi Mazowieckiej. Lokalizacja lotniska zapewnia szybki dojazd z Warszawy, jak i Białegostoku, Łomży czy Ostrołęki.
Funkcja bazy przeciwpożarowej utrzymała się jedynie przez dwa sezony lotnicze i po jej likwidacji lotnisko powoli popadało w ruinę. Dopiero w roku 2008 nowy Zarządzający lotniska firma Targor-Truck Sp. z o.o. dokonała jego wpisu do cywilnego Rejestru Lądowisk oraz powołała do życia Ośrodek Szkolenia Lotniczego „Targor Flight Club”. W roku 2015 powstały lokalne linie lotnicze „Targor Travel” wykonujące m.in. loty widokowe w rejonie lotniska.

### Parametry Lotniska
- Droga startowa o nawierzchni asfaltowej o wymiarach 804 × 24,4 m.
- Współrzędne geograficzne ARP: 21°46′39.49″E 52°50′13.11″N
- Położenie: Odległość 9,5 km (5,1 NM) w kierunku 300° od miasta Ostrów Mazowiecka
- Częstotliwość: 126.850. MHz
- Wzniesienie: 124,21 m (408 ft) AMSL

### Funkcjonowane Lotniska
- Lotnisko funkcjonuje przez 7 dni w tygodniu i 12 miesięcy w roku
- Dostępne są:

- loty widokowe
- skoki spadochronowe (tandemowe)
- szkolenia lotnicze

- Możliwość tankowania paliwa lotniczego AVGAS 100LL w godzinach funkcjonowania lotniska
- Możliwość postoju i hangarowania statków powietrznych
- Lotnisko dysponuje certyfikowaną organizacją obsługi samolotów Part-145

### Kurs pilota samolotu
Ośrodek Szkolenia Lotniczego pod nazwą TARGOR FLIGHT CLUB posiada certyfikat ULC nr PL/ATO – 138. Ośrodek prowadzi szkolenie samolotowe do:
- Licencji pilota rekreacyjnego LAPL(A)
- Licencji pilota turystycznego PPL(A)
- Licencji pilota zawodowego CPL(A)
- Uprawnienia do lotów nocnych VFR Night
- Uprawnienia do lotów samolotami jednosilnikowymi SEP(L)
- Uprawnienia do lotów samolotami wielosilnikowymi MEP(L)
- Uprawnienia instruktora samolotowego FI(A)
- Uprawnienia instruktora na klasę samolotu wielosilnikowego CRI
- Uprawnienia do lotów według przyrządów IR(A)